# Federação Portuguesa de Xadrez
A Federação Portuguesa de Xadrez (FPX) é uma entidade oficial que regulamenta e organiza os torneios de xadrez em Portugal. Foi estabelecida a 22 de janeiro de 1927. O seu atual presidente é Dominic Robin Cross.

## Organização
- Presidente: Dominic Robin Cross
- Vice-presidente: Paulo Alberto Barbosa de Almeida Felizes
- Tesoureiro: Mário Rui Correia
- Vogal: António José Vieira Bravo
- Vogal: Marta Leite
- Vogal: Agostinho Roxo
- Vogal: Margarida Coimbra